# Coupe d'Afrique du Nord de football 1950-1951
 (juillet 2021).
Navigation
Coupe AFN 1949-1950 Coupe AFN 1951-1952
Cet article traite de l'édition 1950-1951 de la Coupe d'Afrique du Nord de football. Il s'agit de la quinzième édition de cette compétition qui se termine par la victoire du Sporting Club de Bel-Abbès face au Wydad AC.
Ce sont deux équipes de la Ligue d'Alger et de la Ligue du Maroc qui se rencontrent en finale. Ces deux équipes sont respectivement le Wydad AC et la Sporting Club de Bel-Abbès. La finale se termine par une victoire du SCBA sur le score d'un but à zéro.
La SCBA remporte la compétition pour la toute première fois de son histoire et permet à sa ligue, la Ligue d'Alger d'obtenir trois titres dans la compétition depuis sa création. Le WAC est défait pour la première fois en finale dans la compétition, après avoir remporté une seule Coupe en 1949.

## Parcours LMFA-Maroc

### Deuxième Tour
- 15 octobre 1950 [1] :

|                            | Date | Club               | Score | Club            | Lieu                                |
| -------------------------- | ---- | ------------------ | ----- | --------------- | ----------------------------------- |
| 1                          |      | Idéal Marocaine    | 6 - 0 | Hillal AC       | stade de Bourgogne/Casablanca à 15h |
| 2                          |      | Fédala Sport       | 2 - 1 | ASP Meknès      | Fedala à 15h                        |
| 3                          |      | CA Berrechid       | 0 - 2 | AS Rabat        | Berrechid à 15h                     |
| 4                          |      | US Kénitra         | 3 - 0 | US Petitjean    | Khenifra à 15h                      |
| 5                          |      | KAC Marrakech      | 0 - 0 | MAS Fès         | Stade du Hartsi/ Marrakech à 15h    |
| 6                          |      | Olympique Marocain | 7 - 0 | AS Boulhaut     | Stade Moynat/ Rabat a 14h           |
| 7                          |      | AS Salé            | 1 - 0 | AS Marrakech    | Stade Moynat/ Rabat a 16h           |
| 8                          |      | ERC Meknès         | 1 - 0 | MS Rabat        | stade ASTF/ Meknès à 15h            |
| 9                          |      | ASP Fès            | 1 - 4 | FUS Rabat       | stade municipal / Fès à 13h         |
| 10                         |      | US Fès             | 5 - 0 | Raja Casablanca | stade municipal / Fès à 15h         |
| 11                         |      | US Oujda           | 1 - 2 | ASJM Casablanca | Oujda                               |
| 12                         |      | SCC Roches Noires  | 5 - 0 | CA Port-Lyautey |                                     |
| 13                         |      | USR                | 3 - 0 | USP             |                                     |
| Match rejoué le 22 octobre |      |                    |       |                 |                                     |
| *                          |      | KAC Marrakech      | 0 - 2 | MAS Fès         | Stade du Hartsi/ Marrakech          |

### Troisième Tour
- 05 novembre 1950 [2]:

|    | Date | Club              | Score     | Club               | Lieu |
| -- | ---- | ----------------- | --------- | ------------------ | ---- |
| 1  |      | ASJM Casablanca   | 3 - 0     | MC Oujda           |      |
| 2  |      | USA Casablanca    | 3 - 2     | Idéal Marocaine    |      |
| 3  |      | SCC Roches Noires | 1 - 0     | SC Mazagan         |      |
| 4  |      | US Fès            | 2 - 1     | RA Casablanca      |      |
| 5  |      | WA Casablanca     | 4 - 1     | US Kénitra         |      |
| 6  |      | US Safi           | 4 - 2     | Olympique Marocain |      |
| 7  |      | Stade Marocain    | 4 - 3     | FUS Rabat          |      |
| 8  |      | US Marocaine      | 4 - 0     | AS Salé            |      |
| 9  |      | ERC Meknès        | 2 - 1     | ASPTT Casablanca   |      |
| 10 |      | USD Meknès        | 3 - 1 a.p | CA Berrechid       |      |
| 11 |      | MAS Fès           | 3 - 2     | AST Fès            |      |
| 12 |      | SA Marrakech      | 4 - 1     | Fédala Sport       |      |

### dernier Tour
- le 3 décembre 1950[3] :

|                 | Date            | Club           | Score | Club                             | Lieu       |
| --------------- | --------------- | -------------- | ----- | -------------------------------- | ---------- |
| 1               | 2 décembre 1950 | WA Casablanca  | -     | Stade Marocain                   | Casablanca |
| 2               | 3 décembre 1950 | USA Casablanca | 2 - 0 | AS Jeunesse Musulmane Casablanca | Casablanca |
| 3               |                 | USD Meknès     | 2 - 0 | SCC Roches Noires                | Casablanca |
| 4               |                 | US Marocaine   | 2 - 0 | ERC Meknès                       | Meknès     |
| 5               |                 | SA Marrakech   | 4 - 0 | MAS de Fès                       | Fès        |
| 6               |                 | US Safi        | 4 - 4 | US Fès                           | Fès        |
| Match rejoué le |                 |                |       |                                  |            |
| *               |                 | US Safi        | -     | US Fès                           | Fès        |

## Parcours LAFA-Alger

### Premier tour
Les matchs de Premier tour se sont joués le Dimanche 3 septembre 1950.
|    | Club                        | Score      | Club                     | Lieu               |
| -- | --------------------------- | ---------- | ------------------------ | ------------------ |
| 1  | ES Zéralda                  | 7 – 0      | SC Médéa                 | Blida              |
| 2  | O Médéa                     | 4 – 0      | RC Jardin d'Essai        | Blida              |
| 3  | RC Kouba                    | 2 – 1      | RC Ameur El Ain          | Blida              |
| 4  | WA Rivet                    | 4 – 0      | US Arba-Sidi Moussa      | Foundouk           |
| 5  | GSA Hydra                   | 5 – 0      | ES Ain Taya              | Fort de l'Eau      |
| 6  | AS Trèfle Alger             | 5 – 0      | O Birkhadem              | Kouba              |
| 7  | WR Belcourt                 | 8 – 0      | OM Saoula                | Kouba              |
| 8  | SC Miliana                  | 3 – 1      | CA Paté                  | Oued El Alleug     |
| 9  | ISM Alger                   | 1 – 0      | HS Fouka                 | Chéraga            |
| 10 | O Sahel                     | 0 – 0      | OM Fort de l'Eau         | Hussein Dey        |
| 11 | US Ain Taya                 | 2 – 0      | OCB Oued Fodda           | El Affroun         |
| 12 | SC Affreville               | 1 – 0      | SO Berrouaghia           | Médéa              |
| 13 | US Blida                    | 3 – 1      | S Césaréenne (Cherchell) | Marengo            |
| 14 | JSM Algérois                | FF         | USFM Bouira              | Issers             |
| 15 | USM Alger                   | 3 – 0      | JSI Issers               | Rouiba             |
| 16 | SC Ménerville (disqualifié) | 3 – 1      | RAS Algérois             | Rouiba             |
| 17 | O Rouiba                    | 6 – 1      | US Aumale                | Palestro           |
| 18 | USLTT                       | 3 – 0      | O Fouka                  | Guyotville         |
| 19 | JS El Biar                  | 3 – 0      | O Affreville             | Ameur El Ain       |
| 20 | AS Orléansville             | 3 – 0      | RC Arba                  | Ameur El Ain       |
| 21 | ASPTT Alger                 | 4 – 0      | SCM Blida                | Birtouta           |
| 22 | OM Ameur El Ain             | 4 – 2      | ASL Réghaia              | Birtouta           |
| 23 | AS Montpensier              | 8 – 0      | US Palestro              | Rivet              |
| 24 | JS Birtouta                 | 4 – 1      | CA Oued El Alleug        | Boufarik           |
| 25 | CSAIA                       | 6 – 0      | AS Attatba               | Douéra             |
| 26 | US Sahel                    | 2 – 0      | SA Belcourt              | Douéra             |
| 27 | AS Douéra                   | 6 – 1      | SA Beb-El-Oued           | Hydra              |
| 28 | SC Algérois                 | 4 – 2      | NA Hussein Dey           | Hydra              |
| 29 | O Littoral                  | 5 – 0      | SS Bouzaréa              | Zéralda            |
| 30 | MS Cherchell                | 3 – 0      | MC Cap Matifou           | Castiglione        |
| 31 | US Algérois                 | 3 – 0      | AS Gouraya-Dupleix       | Castiglione        |
| 32 | JS Bordj Menaïel            | 5 – 3      | JS Azazga                | Tizi Ouzou         |
| 33 | JS Kabylie                  | 5 – 0      | CS Algérois              | Ménerville         |
| 34 | ESM Alger                   | 1 – 0 (ap) | AS Rivet                 | Stade Zévaco       |
| 35 | US Ben Aknoun               | 4 – 1      | JS Alma                  | Stade de Lavigerie |
| 36 | CC Algérois                 | 3 – 1      | O Cap Matifou            | Stade de Lavigerie |
| 37 | USM Maison Carré            | 2 – 0      | RC Guyotville            | Mercel Cerdan      |

### Deuxième tour
Les matchs de Deuxième tour se sont joués le Dimanche 17 septembre 1950.
|                                | Club                      | Score      | Club             | Lieu            |
| ------------------------------ | ------------------------- | ---------- | ---------------- | --------------- |
| 1                              | SC Algérois               | 1 – 0      | US Algérois      | Mercel Cerdan   |
| 2                              | RC Maison Carré           | 2 – 1      | JS El Biar       | Mercel Cerdan   |
| 3                              | AS Kouba                  | 4 – 0      | USLTT            | El Biar         |
| 4                              | JS Birtouta               | 4 – 0      | JLC Douéra       | Hydra           |
| 5                              | OM Saint Eugène           | 2 – 0      | WA Boufarik      | Hydra           |
| 6                              | USM Alger                 | 7 – 1      | US Ben Aknoun    | Hussein Dey     |
| 7                              | CC Alger                  | 4 – 0      | JSM Birkhadem    | Kouba           |
| 8                              | WA Rivet                  | 2 –0       | ICM Alger        | Maison Carré    |
| 9                              | SC Ménerville disqualifié | 2 – 1 (ap) | ESM Alger        | Maison Carré    |
| 10                             | AS Montpensier            | 4 – 0      | OM Fort de l'Eau | Lavigerie       |
| 11                             | GSA Hydra                 | 3 – 0      | WA Rouiba        | Fort de l'Eau   |
| 12                             | ES Zéralda                | 2 – 0 (ap) | JSM Alger        | Guyotville      |
| 13                             | JS Bordj Menaïel          | 3 – 1      | AS Douéra        | Rouiba          |
| 14                             | JS Kabylie                | 2 – 0      | US Sahel         | Rouiba          |
| 15                             | SCU El Biar               | 2 – 1 (ap) | ESM Koléa        | Zéralda         |
| 16                             | US Blida                  | 2 – 1 (ap) | ASPTT Alger      | Douéra          |
| 17                             | US Fort de l'Eau          | 5 – 1      | OM Ameur El Ain  | Boufarik        |
| 18                             | USM Marengo               | 2 – 2 (ap) | RC Kouba         | Boufarik        |
| 19                             | O Littoral                | 5 – 0      | MS Cherchell     | Blida           |
| 20                             | WR Belcourt               | 2 – 1      | SC Miliana       | Blida           |
| 21                             | OCB Oued Fodda            | 7 – 2      | O Médéa          | Affreville      |
| 22                             | GS Orléansville           | 2 – 0      | CSAIA            | Affreville      |
| 23                             | AS Orléansville           | 4 – 1      | AS Trèfle Alger  | Ameur El Ain    |
| 24                             | USM Maison Carré          | 4 – 1      | RC Fondouk       | Rivet           |
| 25                             | O Tizi-Ouzou              | 5 – 1 (ap) | O Rouiba         | Ménerville      |
| Match rejoué le 1 Octobre 1950 |                           |            |                  |                 |
| 9                              | ESM Algérois              | 2 – 0      | RAS Algérois     | Stade Curtillet |
| 18                             | USM Marengo               | 3 – 0      | RC Kouba         |                 |

### Troisième tour
Les matchs de Troisième tour se sont joués le Dimanche 8 octobre 1950.
|    | Club             | Score      | Club             | Lieu         |
| -- | ---------------- | ---------- | ---------------- | ------------ |
| 1  | GSA Hydra        | 4 – 2      | JS Birtouta      | El Biar      |
| 2  | US Fort de l'Eau | 4 – 1      | ES Zéralda       | El Biar      |
| 3  | OM Saint Eugène  | 4 – 1      | USM Alger        | Hydra        |
| 4  | AS Kouba         | 2 – 1      | SCU El Biar      | Hydra        |
| 5  | USM Maison Carré | 3 – 2      | ESM Alger        | Kouba        |
| 6  | O Tizi-Ouzou     | 6 – 1      | WA Rivet         |              |
| 7  | AS Montpensier   | 3 – 2      | JS Bordj Menaïel | Rouiba       |
| 8  | O Littoral       | 4 – 1      | CC Algérois      | Zéralda      |
| 9  | RC Maison Carré  | 1 – 0      | GS Orléansville  | Affreville   |
| 10 | WR Belcourt      | 2 – 1      | OCB Oued Fodda   | Marengo      |
| 11 | USM Marengo      | 5 – 3 (ap) | JS Kabylie       | Maison Carré |
| 12 | US Blida         | 1 – 0 (ap) | SC Affreville    |              |
| 13 | SC Algérois      | 2 – 0      | AS Orléansville  | El Affroun   |

### Quatrième Tour
Les matchs de Quatrième Tour se sont joués le Dimanche 5 novembre 1950.
|                                  | Club                   | Score      | Club                         | Buteurs | Lieu          |
| -------------------------------- | ---------------------- | ---------- | ---------------------------- | ------- | ------------- |
| 1                                | OM Saint-Eugène (D1)   | 2 – 1      | GSA Hydra (D1)               |         | Alger         |
| 2                                | Stade Guyotville (DH)  | 1 – 0      | WR Belcourt                  |         | Saint Eugène  |
| 3                                | MC Alger (DH)          | 2 – 1      | US Blida                     |         | Hussein Dey   |
| 4                                | Red Star Algérois (DH) | 7 – 1      | AS Montpensier               |         | Hydra         |
| 5                                | AS Boufarik (DH)       | 3 – 0      | SC Algérois (D1)             |         | Maison Carré  |
| 6                                | US Fort de l'Eau (D1)  | 1 – 0      | O Marengo (DH)               |         | Guyotville    |
| 7                                | USM Blida (DH)         | 3 – 2      | AS Kouba                     |         | Birtouta      |
| 8                                | FC Blida (DH)          | 2 – 2      | RC Maison Carré              |         | Boufarik      |
| 9                                | US Ouest Mitidja (DH)  | 2 – 1 (ap) | USM Maison-Carré (D1)        |         | Blida         |
| 10                               | USM Marengo (D1)       | 3 – 2 (ap) | Olympique d'Hussein-Dey (DH) |         | Blida         |
| 11                               | GS Alger (DH)          | 0 – 0      | O Tizi-Ouzou                 |         | Issers        |
| 12                               | RU Alger (DH)          | 0 – 0      | O Littoral                   |         | Mercel Cerdan |
| Match rejoué le 18 Novembre 1950 |                        |            |                              |         |               |
| 8                                | FC Blida (DH)          | 4 – 0      | RC Maison-Carré              |         | Saint Eugène  |
| 11                               | GS Alger (DH)          | 4 – 0      | O Tizi-Ouzou                 |         | Maison Carré  |
| Match rejoué le 25 Novembre 1950 |                        |            |                              |         |               |
| 12                               | RU Alger (DH)          | 2 – 1      | O Littoral                   |         | Mercel Cerdan |

(*) AS Saint-Eugène qualifié office.
(DH) Division d'Honneur

### Cinquième Tour
Les matchs de Cinquième Tour se sont joués le Dimanche 3 décembre 1950.
|                                  | Club             | Score | Club              | Lieu             |
| -------------------------------- | ---------------- | ----- | ----------------- | ---------------- |
| 1                                | FC Blida         | 4 – 4 | Stade Guyotville  | Municipal, Alger |
| 2                                | GS Alger         | 4 – 0 | RU Alger          | Saint Eugène     |
| 3                                | AS Boufarik      | 4 – 2 | Red Star Algérois | Hussein Dey      |
| 4                                | OM Saint Eugène  | 2 – 0 | USM Marengo       | Castiglione      |
| 5                                | US Ouest Mitidja | 4 – 1 | US Fort de l'Eau  | Guyotville       |
| 6                                | MC Alger         | 2 – 1 | USM Blida         | Boufarik         |
| Match rejoué le 16 décembre 1950 |                  |       |                   |                  |
| 1                                | Stade Guyotville | 2 – 0 | FC Blida          | Municipal, Alger |

## Parcours LOFA-Oran

### Premier tour
Le match joué le Dimanche 3 septembre 1950  :
|                 | Date              | Club                         | Score                   | Club                 | Lieu |
| --------------- | ----------------- | ---------------------------- | ----------------------- | -------------------- | ---- |
| 1               | 03 septembre 1950 | Saint-Louis Sportive Oranais | 8 - 1                   | Stade Montagnac      |      |
| 2               |                   | ES Mostaganem                | 5 - 2                   | AS Eckmühl           |      |
| 3               |                   | Rail Club Oran               | 1 - 1                   | SA Palikao           |      |
| 4               |                   | US Laferrière                | 2 - 1                   | ES Tlemcen           |      |
| 5               |                   | WA Mostaganem                | 4 - 2                   | US Hammam Bou Hadjar |      |
| 6               |                   | USM Témouchent               | 1 - 0 parté non terminé | GC Bel-Abbès         |      |
| Match rejoué le |                   |                              |                         |                      |      |
| 3               |                   | Rail Club Oran               | -                       | SA Palikao           |      |

### Deuxième tour
Le match joué le Dimanche 17 septembre 1950  :
|    | Date              | Club                      | Score     | Club                         | Lieu |
| -- | ----------------- | ------------------------- | --------- | ---------------------------- | ---- |
| 1  | 17 septembre 1950 | OC Bousquet (MCB Hadjadj) | 6 - 1     | Relizanaise                  |      |
| 2  |                   | JSM Tiaret                | 3 - 1     | Saint-Louis Sportive Oranais |      |
| 3  |                   | MC Oran (disqualifié)     | 5 - 1*    | SC Lourmel                   |      |
| 4  |                   | US Manutention            | 5 - 2     | Rail Club Oran               |      |
| 5  |                   | AS Montgolfier            | 6 - 5 a.p | OM Arzew                     |      |
| 6  |                   | SO Salado                 | -         | US Laferrière                |      |
| 7  |                   | CC Sig                    | -         | JSM Relizane                 |      |
| 8  |                   | Mercier-Lacombe Sportive  | -         | Union Sportive Burdeau       |      |
| 9  |                   | MC Saida                  | -         | Thiers Athlétique Bel-Abbès  |      |
| 10 |                   | WA Mostaganem             | 2 - 1     | FC Choulet                   |      |

### Troisième tour
Le match joué le Dimanche 1er octobre 1950 
|    | Date | Club          | Score | Club                      | Lieu |
| -- | ---- | ------------- | ----- | ------------------------- | ---- |
| 1  |      | CC Sig        | 2 - 1 | JS Saint-Eugène           |      |
| 2  |      | Perrégaux GS  | 2 - 1 | MC Saïda                  |      |
| 3  |      | JSM Tlemcen   | 2 - 1 | USM Témouchent            |      |
| 4  |      | GC Saïda      | 9 - 0 | Mercier-Lacombe Sportive  |      |
| 5  |      | SC Sigois     | 8 - 2 | AS Musulman               |      |
| 6  |      | EM Oran       | 4 - 1 | OC Bousquet (MCB Hadjadj) |      |
| 7  |      | ES Mostaganem | 6 - 0 | GS Tiaret                 |      |
| 8  |      | WA Mostaganem | 2 - 1 | FC Chollet                |      |
| 9  |      | US Laferrière | 2 - 0 | SO Salado                 |      |
| 10 |      | JSM Tiaret    | 4 - 1 | US Manutention            |      |
| 11 |      | AGS Mascara   | -     | SC Lourmel                |      |

### Quatrième tour
Le match joué le Dimanche 29 octobre 1950 
|                             | Date | Club             | Score                    | Club                 | Lieu       |
| --------------------------- | ---- | ---------------- | ------------------------ | -------------------- | ---------- |
| 1                           |      | AS Marine d'Oran | 2 - 1 a.p                | SC Choupot           | Oran       |
| 2                           |      | FC Oran          | 3 - 0                    | CC Sig               | Oran       |
| 3                           |      | SC Sigois        | 3 - 2 a.p                | AS Police Oran-Lamur | Oran       |
| 4                           |      | la Marsa         | 2 - 1                    | EM Oran              | Oran       |
| 5                           |      | Perrégaux GS     | 2 - 1                    | CDJ Oran             | Perrégaux  |
| 6                           |      | AGS Mascara      | 2 - 1                    | USM Bel Abbès        | Mascara    |
| 7                           |      | CAL Oran         | 3 - 2                    | ES Mostaganem        | Mostaganem |
| 8                           |      | IS Mostaganem    | 4 - 4 a.p                | GC Mascara           | Mostaganem |
| 9                           |      | USFA Tlemcen     | 0 - 0 a.p                | JSM Tlemcen          | Tlemcen    |
| 10                          |      | GC Oran          | 1 - 0                    | JSM Tiaret           | Tiaret     |
| 11                          |      | USM Oran         | 2 - 1                    | GC Saïda             | Saïda      |
| 12                          |      | RCM Relizane     | 2 - 2 partie arrêter     | AS Musulman          | Relizane   |
| Match rejoué le 19 novembre |      |                  |                          |                      |            |
| -                           |      | GC Mascara       | 5 - 2                    | IS Mostaganem        | Mascara    |
| -                           |      | RCM Relizane     | 2 - 0                    | AS Musulman          |            |
| -                           |      | USFA Tlemcen     | 0 - 0 partie non terminé | JSM Tlemcen          | Tlemcen    |
| Match rejoué le 03 décembre |      |                  |                          |                      |            |
| -                           |      | AS Musulman      | 2 - 1                    | RCM Relizane         |            |

| Titulaires : |  |
| |  |
| (Maillot) 1. Vitalis Emil 2. Khalfi Habib 3. Khitri Ahmed 4. Ahmed Khedir dit "Hopa" 5. Ghassoul 6. Belaouni Mokhtar 7. Kerrouche Boualem 8. Djaker Nehari 9. Belferak Abdelkader dit "Gaucher" 10. El-Gotni Mokhtar dit "Gougou" 11. Sadek Lagha |  |

| Titulaires : |  |
| |  |
| (Maillot) 1. Stambouli 2. Brault 3. Sanchez 4. Célestin Oliver dit "Oliver I" 5. Simonet I 6. Herry 7. Mauban 8. Diaz 9. Christian Oliver dit "Oliver II" 10. Simonet II 11. Martinez |  |

| Titulaires : |  |
| |  |
| (Maillot) 1. Vitalis Emil 2. Khalfi Habib 3. Khitri Ahmed 4. Ahmed Khedir dit "Hopa" 5. Ghassoul 6. Belaouni Mokhtar 7. Kerrouche Boualem 8. Djaker Nehari 9. Belferak Abdelkader dit "Gaucher" 10. El-Gotni Mokhtar dit "Gougou" 11. Sadek Lagha |  |

| Titulaires : |  |
| |  |
| (Maillot) 1. Stambouli 2. Brault 3. Sanchez 4. Célestin Oliver dit "Oliver I" 5. Simonet I 6. Herry 7. Mauban 8. Diaz 9. Christian Oliver dit "Oliver II" 10. Simonet II 11. Martinez |  |

### Cinquième tour
Le match joué le Dimanche 3 décembre 1950 
|   | Date | Club         | Score | Club             | Lieu |
| - | ---- | ------------ | ----- | ---------------- | ---- |
| 1 |      | USM Oran     | 2 - 1 | AS Marine d'Oran |      |
| 2 |      | AGS Mascara  | 3 - 2 | Perrégaux GS     |      |
| 3 |      | USFA Tlemcen | 1 - 0 | FC Oran          |      |
| 4 |      | GC Oran      | 2 - 1 | la Marsa         |      |
| 5 |      | GC Mascara   | 1 - 0 | SC Sigois        |      |
| 6 |      | CAL Oran     | -     | AS Musulman      |      |

| Titulaires : |  |
| |  |
| (Maillot) 1. Benaouda Arroumia 2. Kouider Bendjahène dit "Bendjahène I" 3. Souilem Gnaoui 4. Mustapha Bendjahène dit "Bendjahène II" 5. Aoumeur Miloud 6. Tahar 7. Aissa Hamadène 8. Lakhdar Moussa 9. Ouzaïd 10. Mohamed Benhamou dit "Fenoun" 11. Benaouda Boudjellal |  |

| Titulaires : |  |
| |  |
| (Maillot) 1. Padilla 2. Gomez 3. Caratini 4. Caravano 5. Wagner 6. Vivès 7. Andrès 8. Terni 9. Véga 10. Gomez 11. Paco |  |

| Titulaires : |  |
| |  |
| (Maillot) 1. Benaouda Arroumia 2. Kouider Bendjahène dit "Bendjahène I" 3. Souilem Gnaoui 4. Mustapha Bendjahène dit "Bendjahène II" 5. Aoumeur Miloud 6. Tahar 7. Aissa Hamadène 8. Lakhdar Moussa 9. Ouzaïd 10. Mohamed Benhamou dit "Fenoun" 11. Benaouda Boudjellal |  |

| Titulaires : |  |
| |  |
| (Maillot) 1. Padilla 2. Gomez 3. Caratini 4. Caravano 5. Wagner 6. Vivès 7. Andrès 8. Terni 9. Véga 10. Gomez 11. Paco |  |

| Titulaires :                                                         |  |
|                                                                      |  |
| (Maillot) 1. Jorro 2. Corrado 3. Ruéda 4. Specht 5. Madrid 6. Ottavi |  |

| Titulaires : |  |
|              |  |
| (Maillot)    |  |

| Titulaires :                                                         |  |
|                                                                      |  |
| (Maillot) 1. Jorro 2. Corrado 3. Ruéda 4. Specht 5. Madrid 6. Ottavi |  |

| Titulaires : |  |
|              |  |
| (Maillot)    |  |

| Titulaires :                                                       |  |
|                                                                    |  |
| (Maillot rouge et noir) 1. Mansouri 2. Hubry 3. Bozinski 4. Gibaja |  |

| Titulaires :          |  |
|                       |  |
| (Maillot) 1. Maruenda |  |

| Titulaires :                                                       |  |
|                                                                    |  |
| (Maillot rouge et noir) 1. Mansouri 2. Hubry 3. Bozinski 4. Gibaja |  |

| Titulaires :          |  |
|                       |  |
| (Maillot) 1. Maruenda |  |

| Titulaires : |  |
| |  |
| (Maillot) 1. Carisio 2. Ramirez 3. Anza 4. Diaz 5. Haug 6. Quilès 7. Escolano 8. Navarro 9. Stack 10. Picard 11. Maldonado |  |

| Titulaires : |  |
| |  |
| (Maillot) 1. Dupuch 2. Contendo 3. Munez 4. Lopenzo 5. Maccio 6. Bouchiba 7. Amitrano 8. Hamou 9. Roméo 10. Montoya 11. Léal |  |

| Titulaires : |  |
| |  |
| (Maillot) 1. Carisio 2. Ramirez 3. Anza 4. Diaz 5. Haug 6. Quilès 7. Escolano 8. Navarro 9. Stack 10. Picard 11. Maldonado |  |

| Titulaires : |  |
| |  |
| (Maillot) 1. Dupuch 2. Contendo 3. Munez 4. Lopenzo 5. Maccio 6. Bouchiba 7. Amitrano 8. Hamou 9. Roméo 10. Montoya 11. Léal |  |

| Titulaires :                                                             |  |
|                                                                          |  |
| (Maillot) 1. Vitalis Emil 2. El-Gotni Mokhtar 3. Ahmed Khedir dit "Hopa" |  |
| Entraîneur :                                                             |  |
| Meflah Aoued                                                             |  |

| Titulaires :                                                |  |
|                                                             |  |
| (Maillot) 1. Pic 2. Parreno 3. Deveza II 4. André Philippot |  |
| Entraîneur :                                                |  |
| André Philippot                                             |  |

| Titulaires :                                                             |  |
|                                                                          |  |
| (Maillot) 1. Vitalis Emil 2. El-Gotni Mokhtar 3. Ahmed Khedir dit "Hopa" |  |
| Entraîneur :                                                             |  |
| Meflah Aoued                                                             |  |

| Titulaires :                                                |  |
|                                                             |  |
| (Maillot) 1. Pic 2. Parreno 3. Deveza II 4. André Philippot |  |
| Entraîneur :                                                |  |
| André Philippot                                             |  |

| Titulaires : |  |
|              |  |
| (Maillot)    |  |

| Titulaires : |  |
|              |  |
| (Maillot)    |  |

| Titulaires : |  |
|              |  |
| (Maillot)    |  |

| Titulaires : |  |
|              |  |
| (Maillot)    |  |

## Parcours LCFA-Constantine

### Premier Tour
- le 3 septembre 1950[10] :

|   | Date             | Club          | Score | Club            | Lieu        |
| - | ---------------- | ------------- | ----- | --------------- | ----------- |
| 1 | 3 septembre 1950 | Avenir Collo  | 2 - 0 | Constantine     | Constantine |
| 2 |                  | Ouanza Sports | 8 - 0 | RAC Constantine | Constantine |
| 3 |                  |               | -     |                 |             |
| 4 |                  |               | -     |                 |             |
| 5 |                  |               | -     |                 |             |
| 6 |                  |               | -     |                 |             |
| 7 |                  |               | -     |                 |             |
| 8 |                  |               | -     |                 |             |

### Tour
- le 17 septembre 1950[11] :

|   | Date              | Club                  | Score     | Club          | Lieu         |
| - | ----------------- | --------------------- | --------- | ------------- | ------------ |
| 1 | 17 septembre 1950 | WA Constantine        | 4 - 1     | US Châteaudun | Constantine  |
| 2 |                   | ASPTT Constantine     | 0 - 3 a.p | CS Bougie     | Constantine  |
| 3 |                   | AS Darguinah          | 3 - 5     | JSM Bougie    | Darguinah    |
| 4 |                   | USM Ain Beida         | 1 - 0     | CC Châteaudun | Ain Beida    |
| 5 |                   | SC Souk Ahras         | 0 - 6     | EV Kouif      | Souk Ahras   |
| 6 |                   | JS Biskra             | 1 - 2     | USM Khenchela | Biskra       |
| 7 |                   | GS Bordj Bou Arréridj | 0 - 3     | FC Bougie     | Saint-Arnaud |
| 8 |                   | MC Saint-Arnaud       | 2 - 1     | USM Djijel    | Kerrata      |

### Quatrième Tour
- le 8 octobre 1950[12] :

|    | Date           | Club              | Score     | Club            | Lieu               |
| -- | -------------- | ----------------- | --------- | --------------- | ------------------ |
| 1  | 8 octobre 1950 | JSM Philippeville | 0 - 1     | AS Batna        |                    |
| 2  |                | EJ Philippeville  | 2 - 1     | USM Ain Beida   | Constantine        |
| 3  |                | USFM Sétif        | 3 - 0     | CA Batna        | Constantine        |
| 4  |                | USM Bône          | 4 - 2 a.p | AS Khroub       | Philippeville      |
| 5  |                | ESFM Guelma       | 2 - 0     | USC Constantine | Batna              |
| 6  |                | MO Constantine    | 2 - 1     | CS Bougie       | Sétif              |
| 7  |                | JS Djijel         | 2 - 1     | JSM Bougie      | Sétif              |
| 8  |                | SS Sétif          | 1 - 0     | MC Saint-Arnaud | Bordj Bou Arréridj |
| 9  |                | AS Bône           | -         |                 |                    |
| 10 |                | MO Constantine    | -         |                 |                    |
| 11 |                | JS Djijel         | -         |                 |                    |

### Cinquième Tour
- le 19 novembre 1950[13],[14] :

|                 | Date             | Club           | Score | Club             | Lieu          |
| --------------- | ---------------- | -------------- | ----- | ---------------- | ------------- |
| 1               | 19 novembre 1950 | SS Sétif       | 3 - 3 | ESFM Guelma      | Constantine   |
| 2               | 19 novembre 1950 | USFM Sétif     | 0 - 0 | EJ Philippeville | Constantine   |
| 3               | 19 novembre 1950 | JBAC Bône      | 3 - 0 | CS Constantine   | Guelma        |
| 4               | 19 novembre 1950 | USM Bône       | 3 - 0 | AS Khroub        | Guelma        |
| 5               | 26 novembre 1950 | AS Batna       | 2 - 1 | AS Bône          | Constantine   |
| 6               | 26 novembre 1950 | MO Constantine | 2 - 1 | JS Djijel        | Philippeville |
| Match rejoué le |                  |                |       |                  |               |
| 1               |                  | SS Sétif       | -     | ESFM Guelma      | Constantine   |
| 2               |                  | USFM Sétif     | -     | EJ Philippeville | Constantine   |

## Parcours des finalistes

### Seizième de finale
- Résultats du seizième de finale de la Coupe d'Afrique du Nord 1950-1951:

Les matchs de seizième de finale se sont joués le 6,7 et 14 janvier 1951,,.
|                                 | Date       | Club             | Score | Club             | Lieu                 |
| ------------------------------- | ---------- | ---------------- | ----- | ---------------- | -------------------- |
| 1                               | 6 Janvier  | AS Saint-Eugène  | 0 – 1 | WA Casablanca    | Municipal, Alger     |
| 2                               | 7 Janvier  | GS Alger         | 4 – 4 | USM Oran         | Municipal, Alger     |
| 3                               | 13 Janvier | US Ouest Mitidja | 1 – 2 | AGS Mascara      | Saint-Eugène, Alger  |
| 4                               | 14 Janvier | MC Alger         | 2 – 0 | ESFM Guelma      | Saint-Eugène, Alger  |
| 5                               | 6 Janvier  | GC Oran          | 3 – 0 | USFM Sétif       | Monréal, Oran        |
| 6                               | 7 Janvier  | USFA Tlemcen     | 0 – 0 | Stade Guyotville | Monréal, Oran        |
| 7                               | 14 Janvier | SC Bel-Abbès     | 1 – 0 | US Safi          | Monréal, Oran        |
| 8                               | 6 Janvier  | USA Casablanca   | 1 – 0 | OM Saint-Eugène  | Philip, Casablanca   |
| 9                               | 7 Janvier  | SA Marrakech     | 2 – 0 | CA Bizerte       | Philip, Casablanca   |
| 10                              | 14 Janvier | USD Meknès       | 1 – 2 | AS Boufarik      | Philip, Casablanca   |
| 11                              | 7 Janvier  | AS Batna         | 2 – 1 | Club Tunisien    | Turpin, Constantine  |
| 12                              | 7 Janvier  | JBAC Bône        | 3 – 2 | Olympique Tunis  | Paul Pantaloni, Bône |
| 13                              | 14 Janvier | USM Bône         | 3 – 0 | CAL Oran         | Paul Pantaloni, Bône |
| 14                              | 6 Janvier  | Sfax RS          | 0 – 1 | MO Constantine   | Géo-André, Tunis     |
| 15                              | 7 Janvier  | Club Africain    | 1 – 2 | GC Mascara       | Géo-André, Tunis     |
| 16                              | 14 Janvier | CS Hammam Lif    | 1 – 0 | US Marocaine     | Géo-André, Tunis     |
| Match rejoué le 21 janvier 1951 |            |                  |       |                  |                      |
| 6                               | 21 Janvier | Stade Guyotville | 4 – 0 | USFA Tlemcen     | Monréal, Oran        |
| 2                               | 21 Janvier | GS Alger         | 0 – 1 | USM Oran         | Municipal, Alger     |

### Résultats du huitième de finale de la Coupe d'Afrique du Nord 1950-1951
Les matchs de huitième de finale se sont joués le 4, 10 et 11 février 1951,.
|              | Date       | Club             | Score | Club           | Lieu                |
| ------------ | ---------- | ---------------- | ----- | -------------- | ------------------- |
| 1            | 4 Février  | GC Mascara       | 2 – 2 | SA Marrakech   | Monréal, Oran       |
| 2            | 4 Février  | Stade Guyotville | 2 – 0 | AS Batna       | Municipal, Alger    |
| 3            | 10 Février | USM Oran         | 4 – 0 | USA Casablanca | Monréal, Oran       |
| 4            | 11 Février | AGS Mascara      | 1 – 0 | USM Bône       | Monréal, Oran       |
| 5            | 11 Février | AS Boufarik      | 1 – 0 | JBAC Bône      | Municipal, Alger    |
| 6            | 11 Février | CS Hammam Lif    | 1 – 0 | MC Alger       | Géo-André, Tunis    |
| 7            | 11 Février | WA Casablanca    | 4 – 1 | GC Oran        | Philip, Casablanca  |
| 8            | 11 Février | MO Constantine   | 2 – 2 | SC Bel-Abbès   | Turpin, Constantine |
| Match rejoué |            |                  |       |                |                     |
| 1            | 18 Février | SA Marrakech     | 2 – 1 | GC Mascara     |                     |
| 8            | 25 Février | SC Bel-Abbès     | 1 – 0 | MO Constantine |                     |

### Résultats des quarts de finale de la Coupe d'Afrique du Nord 1950-1951
Les matchs de quarts de finale se sont joués le 4 et 11 mars 1951,.
|   | Date    | Club          | Score | Club             | Lieu               |
| - | ------- | ------------- | ----- | ---------------- | ------------------ |
| 1 | 4 Mars  | WA Casablanca | 4 – 0 | Stade Guyotville | Philip, Casablanca |
| 2 | 4 Mars  | AS Boufarik   | 0 – 1 | AGS Mascara      | Municipal, Alger   |
| 3 | 11 Mars | SC Bel-Abbès  | 4 – 0 | CS Hammam Lif    | Monréal, Oran      |
| 4 | 11 Mars | SA Marrakech  | 3 – 1 | USM Oran         | Philip, Casablanca |

### Résultats des demi-finales de la Coupe d'Afrique du Nord 1950-1951
Les matchs de demi-finales se sont joués le 1er avril 1951,.
|              | Date     | Club         | Score     | Club          | Lieu               |
| ------------ | -------- | ------------ | --------- | ------------- | ------------------ |
| 1            | 1 Avril  | AGS Mascara  | 0 – 1 a.p | WA Casablanca | Monréal, Oran      |
| 2            | 1 Avril  | SA Marrakech | 1 – 1 a.p | SC Bel-Abbès  | Philip, Casablanca |
| Match rejoué |          |              |           |               |                    |
|              | 15 Avril | SC Bel-Abbès | 3 – 1     | SA Marrakech  | Monréal, Oran      |

| Titulaires : |  |
| |  |
| () 1. Si Mohamed 2. Gandaoui 3. Mustapha I 4. Kacem 5. Affari 6. Habib 7. Mustapha II 8. Chtouki 9. Abdesselem 10. Zaar 11. Hajami |  |
| Entraîneur : |  |
| Père Jégo |  |

| Titulaires : |  |
| |  |
| (Maillot Damiers Noir et Blanc, Culotte Noir) 1. Jorro Louis 2. Estrade 3. Joseph Martinez dit "Pitolet" 4. Reich 5. Georges Didier 6. Fassinotti 7. Rueda 8. Specht 9. André Salva dit "Dédé" 10. Jeannot Ottavi 11. Cateni Corrado |  |
| Entraîneur : |  |
| Fassinotti |  |

| Titulaires : |  |
| |  |
| () 1. Si Mohamed 2. Gandaoui 3. Mustapha I 4. Kacem 5. Affari 6. Habib 7. Mustapha II 8. Chtouki 9. Abdesselem 10. Zaar 11. Hajami |  |
| Entraîneur : |  |
| Père Jégo |  |

| Titulaires : |  |
| |  |
| (Maillot Damiers Noir et Blanc, Culotte Noir) 1. Jorro Louis 2. Estrade 3. Joseph Martinez dit "Pitolet" 4. Reich 5. Georges Didier 6. Fassinotti 7. Rueda 8. Specht 9. André Salva dit "Dédé" 10. Jeannot Ottavi 11. Cateni Corrado |  |
| Entraîneur : |  |
| Fassinotti |  |

| Titulaires : |  |
| |  |
| (Maillot Bleu) 1. Bottini 2. Mallol 3. Gonzales 4. Calatayud 5. Cano 6. Liminana 7. Préguézuelos 8. Domingo 9. Beraguas 10. Rodriguez 11. Diaz |  |
| Entraîneur : |  |
| René Rebibo |  |

| Titulaires : |  |
| |  |
| (Maillot Blanc) 1. Thomas 2. Bouceta 85e 3. Chinois 4. Martinez 5. Cohen 6. Moulay 7. Mamoun 8. Hamoud 9. Cousinery 10. Fouché 11. Ducourneau · |  |
| Entraîneur : |  |
| Gasnier |  |

| Titulaires : |  |
| |  |
| (Maillot Bleu) 1. Bottini 2. Mallol 3. Gonzales 4. Calatayud 5. Cano 6. Liminana 7. Préguézuelos 8. Domingo 9. Beraguas 10. Rodriguez 11. Diaz |  |
| Entraîneur : |  |
| René Rebibo |  |

| Titulaires : |  |
| |  |
| (Maillot Blanc) 1. Thomas 2. Bouceta 85e 3. Chinois 4. Martinez 5. Cohen 6. Moulay 7. Mamoun 8. Hamoud 9. Cousinery 10. Fouché 11. Ducourneau · |  |
| Entraîneur : |  |
| Gasnier |  |

### Résultats du finale de la Coupe d'Afrique du Nord 1950-1951
La finale joués le 6 mai 1951.
|   | Date  | Club          | Score | Club         | Lieu               |
| - | ----- | ------------- | ----- | ------------ | ------------------ |
| 1 | 6 Mai | WA Casablanca | 0-1   | SC Bel-Abbès | Philip, Casablanca |

| Titulaires : |  |
| |  |
| 1. Si Mohamed 2. Abdenbi 3. Bettache 4. Gandaoui 5. Lhabib 6. Haffari 7. Zaar 8. Driss 9. Abdesselem 10. Chtouki 11. Mustapha |  |
| Entraîneur : |  |
| Père Jégo |  |

| Titulaires : |  |
| |  |
| 1. Bottini 2. Malloul 3. Cano 4. Gonzalès 5. Calatayud 6. Liminana 7. Domingo 8. Préguezuelos 9. Rodriguez 10. Dias 11. Séva |  |
| Entraîneur : |  |
| René Rebibo |  |

| Titulaires : |  |
| |  |
| 1. Si Mohamed 2. Abdenbi 3. Bettache 4. Gandaoui 5. Lhabib 6. Haffari 7. Zaar 8. Driss 9. Abdesselem 10. Chtouki 11. Mustapha |  |
| Entraîneur : |  |
| Père Jégo |  |

| Titulaires : |  |
| |  |
| 1. Bottini 2. Malloul 3. Cano 4. Gonzalès 5. Calatayud 6. Liminana 7. Domingo 8. Préguezuelos 9. Rodriguez 10. Dias 11. Séva |  |
| Entraîneur : |  |
| René Rebibo |  |

| Coupe d'Afrique du Nord Vainqueur 1950-1951 |
| ------------------------------------------- |
| SC Bel-Abbès Premier titre                  |